# Faridpur (stad in Bangladesh)
Faridpur is een stad in Bangladesh. De stad is de hoofdstad van het district Faridpur. De stad telt ongeveer 100.000 inwoners.